# Sebt Loudaya
Sebt Loudaya  (in arabo سبت لوداية‎?) è un centro abitato e comune rurale del Marocco situato nella provincia di Moulay Yacoub, regione di Fès-Meknès. Conta una popolazione di 12 423 abitanti (censimento 2014).